# Jón Ólafsson (journalist)

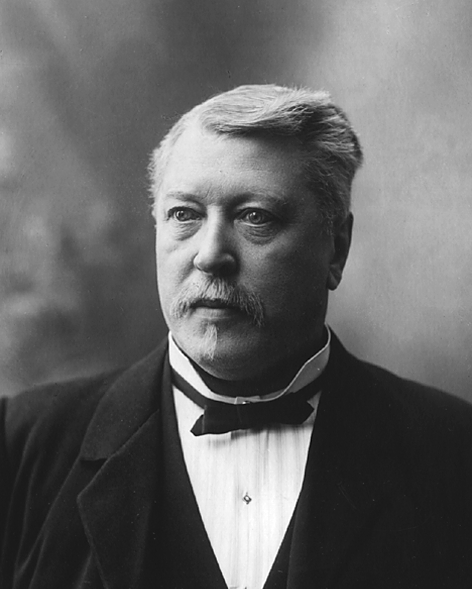
Jón Ólafsson.

Jón Ólafsson, född 20 mars 1850, död 11 juli 1916, var en isländsk poet och journalist. Han var halvbror till Páll Ólafsson.
Jón Ólafsson utgav i Reykjavik tidningen Baldur men blev på grund av en där offentliggjord danskfientlig dikt åtalad och flydde 1870 till Norge. På nytt började han på Island utge en tidning Göngu-Hrólfur men måste snart på grund av överilade och hätska uttalanden mot myndigheterna bege sig utomlands, denna gång till USA. Återvänd till Island, förvärvade han sig som utgivare av Skuld och senare Þjóðólfur anseende som en av Islands skickligaste journalister och hade även stora framgångar som politiker. Jón Ólafsson utgav även diktsamlingar (1867 och 1877) men blev mer uppskattad för sin prosa än för sina dikter.